# Pink: Live in Australia
Pink: Live In Australia — концертный альбом, DVD и CD, американской поп-певицы Pink, выпущены в конце октября и в начале ноября 2009 года. Благодаря огромным спросам в Австралии, DVD был распродан 170 000 копиями только по предварительным заказам и стал самым продаваемым DVD в истории Австралии; на данный момент он сертифицирован 28 раз платиновым. На DVD содержатся концерты Pink 17 и 18 июля 2009 года с рекордного тура Funhouse Tour в Sydney Entertainment Centre в Сиднее, Австралия.

## Список композиций
1. «Highway to Hell» (кавер-версия AC/DC) (Video Introduction)
2. «Bad Influence»
3. «Just Like a Pill»
4. «Who Knew»
5. «Ave Mary A»
6. «Don't Let Me Get Me»
7. «I Touch Myself» (Кавер-версия Divinyls)
8. «Please Don't Leave Me»
9. «U + Ur Hand»
10. «Leave Me Alone (I'm Lonely)»
11. «So What»
12. «Family Portrait»
13. «I Don't Believe You»
14. «Crystal Ball»
15. «Trouble» (Акустическая версия)
16. «Babe I'm Gonna Leave You» (Кавер-версия Led Zeppelin)
17. «Sober»
18. «Bohemian Rhapsody» (Кавер-версия Queen)
19. «Funhouse»
20. «Crazy»  (Кавер-версия Gnarls Barkley)
21. «Get the Party Started»
22. «Glitter in the Air»

Бонусные треки
1. «It’s All Your Fault»
2. «One Foot Wrong»

Бонусный материал
1. On Tour with P!nk
2. How To «Shred the Gnar»
3. Bloopers

## Funhouse Tour: Live In Australia
Funhouse Tour: Live In Australia — сопровождение DVD Pink: Live In Australia. На нём содержится 12 треков, исполненных вживую, которые все были отобраны самой Pink, на нём также есть бонусный трек «Push You Away», который был записан во время сессий Funhouse. Он был записан 17 и 18 июля 2009 года в Sydney Entertainment Centre в Сиднее, Австралия. CD был выпущен 27 октября 2009 года.

### Список композиций
1. «Highway To Hell»
2. «Bad Influence»
3. «It’s All Your Fault»
4. «Ave Mary A»
5. «Please Don't Leave Me»
6. «U + Ur Hand»
7. «I Don't Believe You»
8. «Crystal Ball»
9. «One Foot Wrong»
10. «Babe I’m Gonna Leave You»
11. «Bohemian Rhapsody»
12. «Funhouse»
13. «Push You Away» (Бонус-трек)

## Чарты

### DVD
DVD стал самым быстро распродаваемым в истории Австралии, дебютировав с продажами свыше 11 раз платиновыми. 19 недель подряд оставался на первой строке в ARIA DVD chart и был сертифицирован 28 раз платиновым.
| Чарт (2009)                 | Наивысшая позиция |
| --------------------------- | ----------------- |
| Australian DVD Chart        | 1                 |
| Austria DVD Chart           | 1                 |
| Belgium Ultratop DVD Chart  | 2                 |
| Brazil top 20 DVD Chart     | 2                 |
| Czech DVD Chart             | 1                 |
| Dutch Megacharts DVD Chart  | 3                 |
| German DVD Chart            | 1                 |
| Irish DVD Chart             | 1                 |
| Italian FIMI DVD Chart      | 12                |
| New Zealand Music DVD Chart | 1                 |
| Spain Promusicae DVD Chart  | 16                |
| Swiss DVD Chart             | 1                 |
| UK DVD Chart                | 2                 |
| US DVD Chart                | 2                 |

### CD
| Чарт (2009)                     | Провайдер     | Наивысшая позиция |
| ------------------------------- | ------------- | ----------------- |
| Austria Albums Chart            | Media Control | 32                |
| Belgium Albums Chart (Flanders) | Ultratop      | 51                |
| Belgium Albums Chart (Walonnia) | Ultratop      | 96                |
| Dutch Albums Chart              | Megacharts    | 54                |

## Сертификации
| Страна         | Сертификация | Продажи   |
| -------------- | ------------ | --------- |
| Австралия      | 28x Платина  | 420,000   |
| Бразилия       | Золото       | 10,000+   |
| Германия       | Платина      | 50,000    |
| Новая Зеландия | Платина      | 5,000     |
| США            | Золото       | 50,000    |
| По всему миру  |              | 1,000,000 |